# Кабомпо (река)
Кабо́мпо (в верховье Большая Кабомпо; англ. Kabompo) — река, протекающая в Северо-Западной провинции Замбии и являющаяся одним из основных притоков реки Замбези в её верховьях. Длина Кабомпо составляет 410 км; средний расход воды — 210 м³/с.

## Течение реки

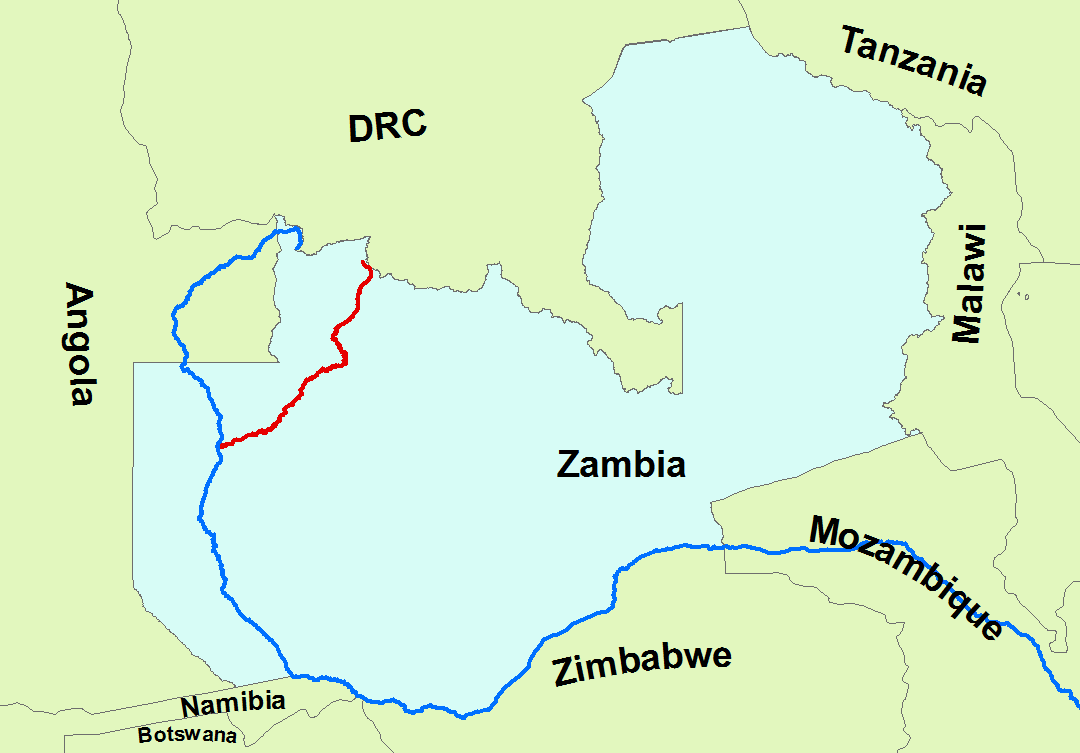
Река Кабомпо (красная линия) и часть реки Замбези (синяя линия)

Кабомпо начинает свой путь на границе Замбии и ДР Конго с возвышенностей, образующих восточный водораздел между речными системами Замбези и Конго. Она протекает в юго-западном направлении через саванны миомбо, далее вдоль Национального парка Западная Лунга. Ниже по течению, после города Кабомпо, река образует болотистую пойму шириной до 5 км. Устье расположено чуть севернее города Лукуку.
Наиболее крупными притоками Кабомпо являются реки Западная Лунга (правый приток) и Донгве (левый приток).

## Питание
Питание реки преимущественно дождевое — в сезон дождей (с ноября по апрель) она сильно разливается, в сухой сезон (с мая по октябрь) мельчает. Среднегодовое количество осадков в бассейне Кабомпо колеблется от 900 мм на юге до 1400 мм на севере.